# Гены Pax
Гены Pax (англ. Paired box) представляют собой семейство генов, кодирующих тканеспецифические транскрипционные факторы, содержащие парный, обычно частичный домен, или в случае четырёх членов семейства (PAX3, PAX4, PAX6 и PAX7), полный гомеодомен, а также в некоторых случаях октапептид. Белки Pax важны для раннего развития животных при определении спецификации тканей, а также при регенерации эпиморфных конечностей у животных, способных к таковой.

## Группы
В пределах семейства млекопитающих существуют четыре четко определенные группы генов Pax.
- Pax 1 (Pax 1 и 9),
- Pax 2 (Pax 2, 5 и 8),
- Pax 3 (Pax 3 и 7),
- Pax 4 (Pax 4 и 6).

Гомологичные гены существуют у всех многоклеточных животных, что подтвердили обширные исследования эктопической экспрессии мышиного Pax6 у дрозофил.

## Представители
- PAX1[англ.] был идентифицирован у мышей при развитии позвоночника и сегментации в процессе эмбриогенеза, что в целом также справедливо и для людей. Он транскрибирует 440-аминокислотный белок из 4 экзонов со скоростью 1,323 нуклеотид/сек у человека.
- PAX2[англ.] был идентифицирован при развитии почек и зрительного нерва. Он транскрибирует белок из 417 аминокислот из 11 экзонов со скоростью 4,261 нуклеотид/сек у людей. Мутация PAX2 у людей связана с папиллоренальным синдромом[англ.], а также с олигомеганефронией[2].
- PAX3[англ.] был идентифицирован при развитием уха, глаз и лица. Он транскрибирует 479-аминокислотный белок у человека. Мутации в этом гене могут вызвать синдром Ваарденбурга. PAX3 часто экспрессируется в меланомах[3] и способствует выживанию опухолевых клеток[4].
- PAX4[англ.] был идентифицирован в островковых бета-клетках поджелудочной железы. Он транскрибирует белок из 350 аминокислот из 9 экзонов со скоростью 2,010 нуклеотид/сек у людей.
- PAX5[англ.] был идентифицирован при нейро- и сперматогенезе и при дифференцировке b-лимфоцитов. Он транскрибирует 391-аминокислотный белок из 10 экзонов со скоростью 3,644 нуклеотид/сек у людей.
- PAX6 наиболее изучен. Представлен в литературе как ген «головного контроля» развития глаз и других органов чувств, определенных нейронных и эпидермальных тканей, а также других гомологичных структур, обычно образованных из эктодермальных тканей.
- PAX7[англ.], возможно, связан с миогенезом[англ.]. Он транскрибирует белок из 520 аминокислот из 8 экзонов со скоростью 2,260 нуклеотид/сек у людей. PAX7 регулирует постнатальное восстановление и распространение миосателлитов, но не их спецификацию[5].
- PAX8[англ.] связан со спецификацией тканей щитовидной железы. Он транскрибирует белок из 451 аминокислоты из 11 экзонов со скоростью 2526 нуклеотид/сек у людей.
- PAX9[англ.] ассоциируется с развитием некоторых органов и скелета, особенно с зубами. Он транскрибирует белок из 341 аминокислоты из 4 экзонов со скоростью 1,644 нуклеотид/сек у людей.